# Stenocercus fimbriatus
Stenocercus fimbriatus är en ödleart som beskrevs av  Avila-pires 1995. Stenocercus fimbriatus ingår i släktet Stenocercus och familjen Tropiduridae. IUCN kategoriserar arten globalt som nära hotad. Inga underarter finns listade i Catalogue of Life.